# Bahnstrecke Laskowice Pomorskie–Bąk
| |                      |                                                         |                                                         |
| Streckennummer: | 215                  |                                                         |                                                         |
| Kursbuchstrecke: | 429                  |                                                         |                                                         |
| Streckenlänge: | 77,763 km            |                                                         |                                                         |
| Spurweite: | 1435 mm (Normalspur) |                                                         |                                                         |
| Streckengeschwindigkeit: | 80 km/h              |                                                         |                                                         |
| |                      |                                                         |                                                         |
| \| \| \| von Bydgoszcz (Bromberg) \| \| \| \| \| von Wierzchucin (Lindenbusch) \| \| \| \| 0,000 \| Laskowice Pomorskie (Laskowitz (Westpr.)/Lassewitz) \| 87 m \| \| \| \| nach Grudziądz (Graudenz) \| \| \| \| \| nach Tczew (Dirschau) \| \| \| \| 3,679 \| Dąbrowy (Preußisch Hagen; ehem. Bahnhof) \| 93 m \| \| \| 7,899 \| Czersk Świecki (Helenenfelde; ehem. Bahnhof) \| 90 m \| \| \| 12,248 \| Kwiatki (Blümchen; ehem. Bahnhof) \| 83 m \| \| \| 17,749 \| Osie (Osche) \| 95 m \| \| \| \| Wda (Schwarzwasser) \| \| \| \| 23,764 \| Tleń (Klinger; ehem. Bahnhof) \| 79 m \| \| \| 28,430 \| Łążek (Lonsk/Lenzwiesen; ehem. Bahnhof) \| 99 m \| \| \| 31,388 \| Laski Tucholski (seit 1989) \| 99 m \| \| \| 32,50 \| Śliwicki (Rehberg (Westpr.), bis ?) \| 100 m \| \| \| 33,944 \| Śliwicki (seit ?) \| 103 m \| \| \| 36,947 \| Śliwice (Groß Schliewitz; ehem. Bahnhof) \| 107 m \| \| \| 40,607 \| Lipowa Wschodnia (Schede; bis 2008) \| 124 m \| \| \| \| von Skórcz (Skurz) \| \| \| \| \| Woiwodschaften Kujawien-Pommern und Pommern[1] \| \| \| \| 44,054 \| Szlachta (Königsbruch) \| 125 m \| \| \| \| nach und von Wierzchucin (Lindenbusch) \| \| \| \| 45,330 \| Szlachta Zachodnia (1933–2005) \| 130 m \| \| \| \| Bąk–Wierzchucin (Bonk–Lindenbusch) \| \| \| \| 49,932 \| Będźmirowice (Schönberg; ehem. Bahnhof) \| 126 m \| \| \| \| Landesstraße 22 \| \| \| \| \| von Starogard Gdański (Pr. Stargard) \| \| \| \| 55,197 \| Czersk (Czersk/Heiderode) \| 134 m \| \| \| \| nach Chojnice (Konitz) \| \| \| \| 69,201 \| Karsin (Karschin) \| 140 m \| \| \| \| geplanter Verlauf um 1914 zur Strecke Hohenstein–Berent \| \| \| \| \| Anschluss Militärflughafen Borsk \| \| \| \| \| von Wierzchucin (Lindenbusch) \| \| \| \| 77,763 \| Bąk (Bonk) \| 140 m \| \| \| \| nach Kościerzyna (Berent) \| \| |                      |                                                         |                                                         |
| Strecke |                      | von Bydgoszcz (Bromberg)                                | von Bydgoszcz (Bromberg)                                |
| Abzweig geradeaus und von links |                      | von Wierzchucin (Lindenbusch)                           | von Wierzchucin (Lindenbusch)                           |
| Bahnhof | 0,000                | Laskowice Pomorskie (Laskowitz (Westpr.)/Lassewitz)     | 87 m                                                    |
| Abzweig geradeaus und nach rechts |                      | nach Grudziądz (Graudenz)                               | nach Grudziądz (Graudenz)                               |
| Abzweig geradeaus und nach rechts |                      | nach Tczew (Dirschau)                                   | nach Tczew (Dirschau)                                   |
| Haltepunkt / Haltestelle | 3,679                | Dąbrowy (Preußisch Hagen; ehem. Bahnhof)                | 93 m                                                    |
| Haltepunkt / Haltestelle | 7,899                | Czersk Świecki (Helenenfelde; ehem. Bahnhof)            | 90 m                                                    |
| Haltepunkt / Haltestelle | 12,248               | Kwiatki (Blümchen; ehem. Bahnhof)                       | 83 m                                                    |
| Bahnhof | 17,749               | Osie (Osche)                                            | 95 m                                                    |
| Brücke über Wasserlauf |                      | Wda (Schwarzwasser)                                     | Wda (Schwarzwasser)                                     |
| Haltepunkt / Haltestelle | 23,764               | Tleń (Klinger; ehem. Bahnhof)                           | 79 m                                                    |
| Haltepunkt / Haltestelle | 28,430               | Łążek (Lonsk/Lenzwiesen; ehem. Bahnhof)                 | 99 m                                                    |
| Haltepunkt / Haltestelle | 31,388               | Laski Tucholski (seit 1989)                             | 99 m                                                    |
| ehemaliger Haltepunkt / Haltestelle | 32,50                | Śliwicki (Rehberg (Westpr.), bis ?)                     | 100 m                                                   |
| Haltepunkt / Haltestelle | 33,944               | Śliwicki (seit ?)                                       | 103 m                                                   |
| Haltepunkt / Haltestelle | 36,947               | Śliwice (Groß Schliewitz; ehem. Bahnhof)                | 107 m                                                   |
| ehemaliger Haltepunkt / Haltestelle | 40,607               | Lipowa Wschodnia (Schede; bis 2008)                     | 124 m                                                   |
| Abzweig geradeaus und ehemals von rechts |                      | von Skórcz (Skurz)                                      | von Skórcz (Skurz)                                      |
| Grenze |                      | Woiwodschaften Kujawien-Pommern und Pommern             | Woiwodschaften Kujawien-Pommern und Pommern             |
| Bahnhof | 44,054               | Szlachta (Königsbruch)                                  | 125 m                                                   |
| Abzweig geradeaus, nach links und ehemals von links |                      | nach und von Wierzchucin (Lindenbusch)                  | nach und von Wierzchucin (Lindenbusch)                  |
| ehemalige Blockstelle | 45,330               | Szlachta Zachodnia (1933–2005)                          | 130 m                                                   |
| Kreuzung geradeaus oben |                      | Bąk–Wierzchucin (Bonk–Lindenbusch)                      | Bąk–Wierzchucin (Bonk–Lindenbusch)                      |
| Haltepunkt / Haltestelle | 49,932               | Będźmirowice (Schönberg; ehem. Bahnhof)                 | 126 m                                                   |
| Strecke mit Straßenbrücke |                      | Landesstraße 22                                         | Landesstraße 22                                         |
| Abzweig geradeaus und von rechts |                      | von Starogard Gdański (Pr. Stargard)                    | von Starogard Gdański (Pr. Stargard)                    |
| Bahnhof | 55,197               | Czersk (Czersk/Heiderode)                               | 134 m                                                   |
| Abzweig geradeaus und nach links |                      | nach Chojnice (Konitz)                                  | nach Chojnice (Konitz)                                  |
| ehemaliger Bahnhof | 69,201               | Karsin (Karschin)                                       | 140 m                                                   |
| Abzweig geradeaus und ehemals nach rechts |                      | geplanter Verlauf um 1914 zur Strecke Hohenstein–Berent | geplanter Verlauf um 1914 zur Strecke Hohenstein–Berent |
| Abzweig geradeaus und ehemals von links |                      | Anschluss Militärflughafen Borsk                        | Anschluss Militärflughafen Borsk                        |
| Abzweig geradeaus und von rechts |                      | von Wierzchucin (Lindenbusch)                           | von Wierzchucin (Lindenbusch)                           |
| Dienststation / Betriebs- oder Güterbahnhof | 77,763               | Bąk (Bonk)                                              | 140 m                                                   |
| Strecke |                      | nach Kościerzyna (Berent)                               | nach Kościerzyna (Berent)                               |

Die Bahnstrecke Laskowice Pomorskie–Bąk ist eine nur noch zwischen Laskowice Pomorskie und Czersk vom Personenverkehr bediente eingleisige Eisenbahnstrecke in den polnischen Woiwodschaften Kujawien-Pommern und Woiwodschaft Pommern.

## Verlauf und Zustand

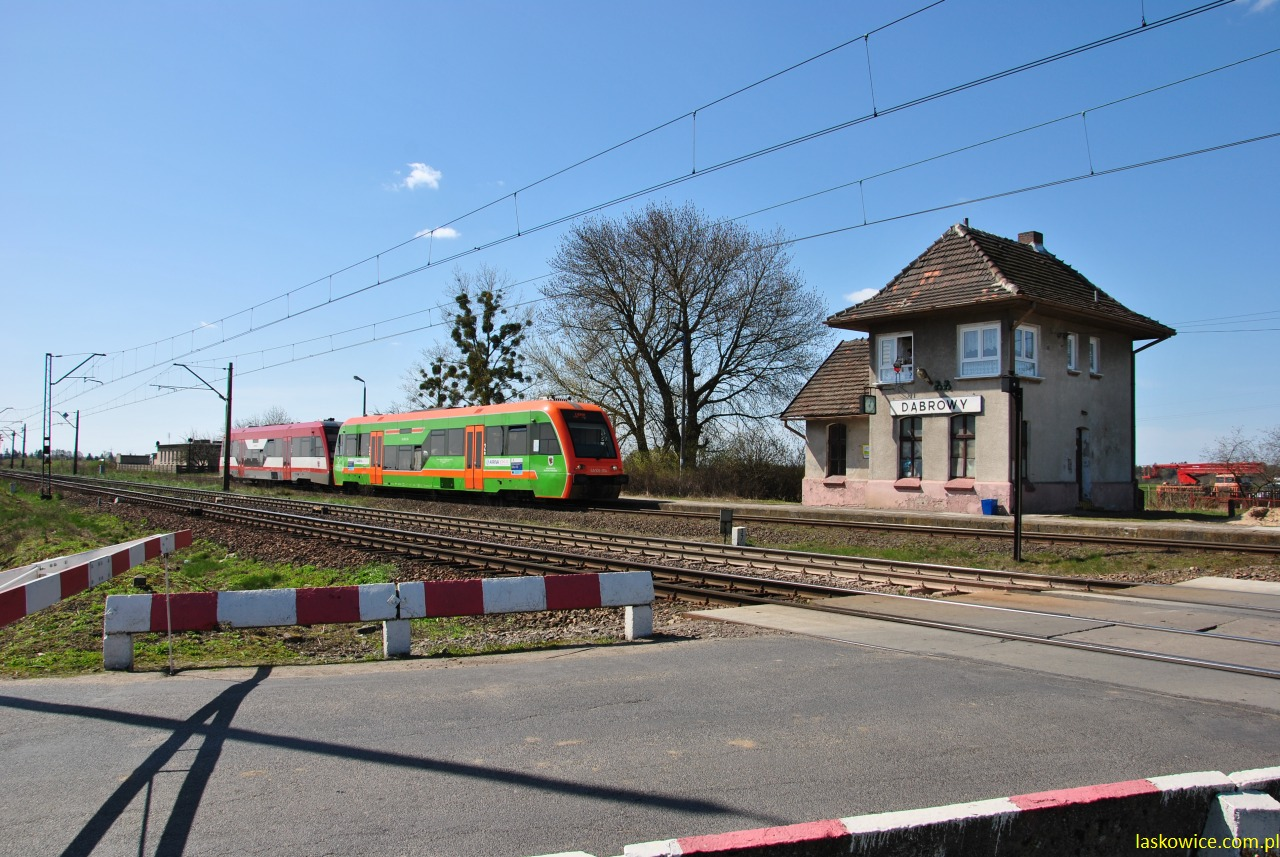
Haltepunkt Dąbrowy (2010)

Die Strecke 215 beginnt im an der Bahnstrecke Chorzów–Tczew gelegenen Bahnhof Laskowice Pomorskie (Laskowitz (Westpreußen)/Lassewitz), der auch an der Bahnstrecke Działdowo–Chojnice liegt, und verläuft nordwestwärts über den Bahnhof Szlachta (Königsbruch; km 44,054), der Endpunkt der Bahnstrecke Smętowo–Szlachta war und von dem eine Verbindungsstrecke (früher Gleisdreieck) zur Bahnstrecke Nowa Wieś Wielka–Gdynia besteht, zum Bahnhof Czersk (Czersk/Heiderode; km 55,197) an der Bahnstrecke Tczew–Küstrin-Kietz, und von dort eher nordostwärts zum Bahnhof Bąk (Bonk; km 77,763) an der Bahnstrecke Nowa Wieś Wielka–Gdynia.
Die Strecke ist durchgängig eingleisig und nicht elektrifiziert. Bis zum Kilometerpunkt 3,600 beträgt die Höchstgeschwindigkeit für lokomotivbespannte Personenzüge sechzig Kilometer pro Stunde, für Triebwagen achtzig und für Güterzüge vierzig, bis zum Kilometerpunkt 28,300 beträgt sie fünfzig bis sechzig für Personenzüge und vierzig für Güterzüge, bis zum Kilometerpunkt 33,500 sechzig für lokomotivbespannte Personenzüge, siebzig für Triebwagen und vierzig für Güterzüge, bis zum Kilometerpunkt 45,600 fünfzig bis sechzig für Personenzüge und vierzig für Güterzüge, bis zum Kilometerpunkt 47,840 sechzig für lokomotivbespannte Personenzüge, achtzig für Triebwagen und fünfzig für Güterzüge, dann bis zum Kilometerpunkt 55,250 achtzig für Personenzüge und sechzig für Personenzüge und danach bis zum Ende der Strecke sechzig für lokomotivbespannte Personenzüge, achtzig für Triebwagen und sechzig für Güterzüge.

## Geschichte

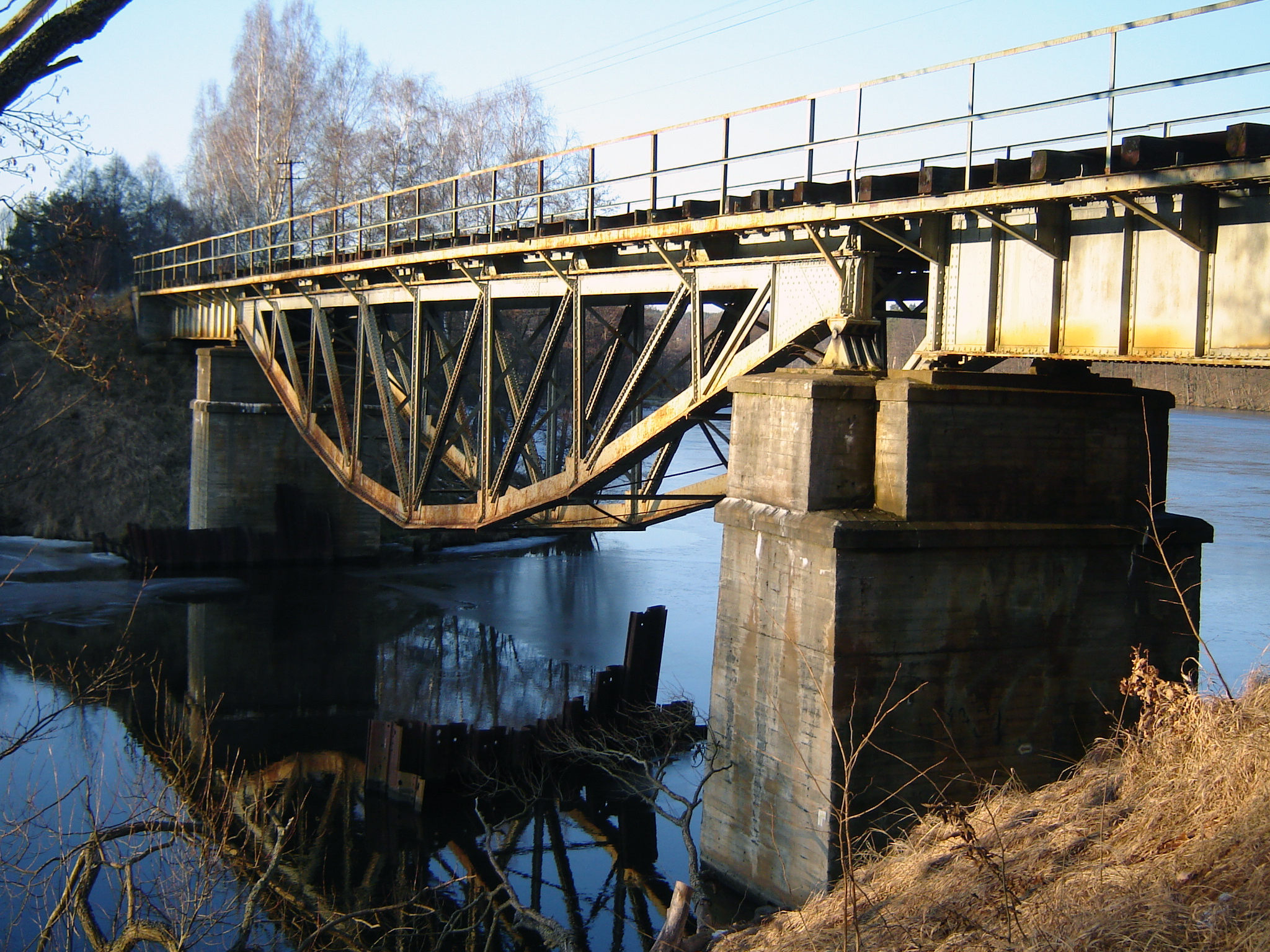
Brücke über die Wda bei Tleń (2008)

Der Abschnitt Laskowitz–Czersk wurde am 2. Oktober 1906 als Nebenbahn der Preußischen Staatseisenbahnen eröffnet. Nach dem Ersten Weltkrieg und mit der durch den Versailler Vertrag erzwungenen Abtretung des Polnischen Korridors kam die Strecke zu den Polnischen Staatseisenbahnen, die am 15. Oktober 1928 die Fortsetzung von Czersk nach Bąk und weiter nach Kościerzyna (Berent) einweihte. Überlegungen zu einer solchen Strecke hatte es bereits zu deutschen Zeiten gegeben, die dann in veränderter Form von Polen verwirklicht wurden. Nach der Besetzung Polens 1939 kam die Strecke zur Deutschen Reichsbahn, nach jener Ende kam sie wieder zu den Polnischen Staatseisenbahnen. Der Personenverkehr zwischen Czersk und Bąk wurde am 9. Dezember 2012 eingestellt. Im Sommer 2016 wurde dieser Abschnitt wieder von einem TLK-Nachtzugpaar Rzeszów–Hel genutzt, das auf der Strecke in Laskowice Pomorskie, Tleń und Czersk hielt. Der Personenverkehr wird von Arriva RP betrieben.